# Полоцкое Евангелие
Полоцкое Евангелие — евангелие-апракос, рукопись XII века. Сохранилось 170 листов.

## История
Создано Евангелие, по-видимому, в Полоцке в XII веке. Легенда приписывает создание Евангелия руке святой Ефросиньи Полоцкой. Поскольку Евфросиния основала в Полоцке 2 монастыря, ставшие известными как центры переписывания книг, её причастность к созданию рукописи вполне вероятна. Имеются сведения, что евангелие находилось в Троицком монастыре в Полоцке и использовалось как напрестольное.
Полоцкое евангелие было вывезено из Полоцка Иваном Грозным, после взятия города в ходе Ливонской войны в 1563 году. Информация о том, где находилось евангелие в последующие годы и до XIX века, практически отсутствует. Известно, что в 1852 году сохранившиеся 170 листов Евангелия вместе с некоторыми другими раритетами из «Древнехранилища» Погодина были приобретены Императорской публичной библиотекой (в н. время — Российская национальная библиотека, Санкт-Петербург).

## Место хранения
170 листов евангелия хранятся в РНБ, в коллекции Погодина под номером Погод. 12, а ещё 2 листа хранятся в РГБ в коллекции Ундольского под номером Унд. 962.
В СМИ иногда ошибочно называют часть Полоцкого Евангелия из коллекции Ундольского листками Ундольского, что неверно, так как «листки Ундольского» — отдельный и более древний отрывок из евангелия-апраксия.

## Описание
Богослужебное Евангелие, содержащее чтения на каждый день года для произнесения в храме. Некоторые чтения отсутствуют из-за утраты отдельных листов в середине и в конце книги – текст обрывается на страстной неделе.  На многих листах приписаны чтения из Апостола.
Рукопись написана на пергаменте уставом, почерком двух писцов, в два столбца. Орнамент инициалов относят к старовизантийскому типу. Изначальный  переплет книги не сохранился, имеющийся переплет относится ко времени не ранее XVIII века. Язык рукописи содержит черты, свойственные местному диалекту древних кривичей. Разметка линеек произведена острым писалом. Дырки в пергаменте (частое явление в выделанных шкурах животных, указывают на места укусов оводами) аккуратно заштопаны. Рукопись содержит 2 заставки (иллюстрации), которые, однако, плохо сохранились из-за применения серебра, которое со временем окисляется. Применение серебра не характерно для славяно-византийских рукописей, но широко применялось в Германии. Сохранившиеся 170 листов составляют около 70 % первоначального текста, это самая ранняя из созданных на территории Беларуси рукописей, дошедшая в таком объёме (более древнее Туровское Евангелие содержит всего 10 листов).
Памятник замечателен имеющимися на его листах записями о княжеских вкладах в XIV веке в Троицкий монастырь в Полоцке. Среди упомянутых на листах рукописи вкладчиков в Троицкий монастырь наиболее известен великий князь Андрей Ольгердович, воспетый в «Задонщине» – выдающемся произведении древнерусской литературы, созданном по образцу «Слова о полку Игореве» и посвященном Куликовской битве.

## Издание
Долгое время рукопись не была доступна для широкой аудитории. В 2011 году в СМИ прошли сообщения о переговорах по факсимильному изданию Полоцкого Евангелия (Российская национальная библиотека запросила на реставрационные работы сумму в эквиваленте 40 тыс. долларов). Переговоры и работы по созданию факсимиле велись по инициативе Издательства Белорусского Экзархата. Российская национальная библиотека (Санкт-Петербург) и Российская государственная библиотека (Москва) пошли навстречу и дали согласие на факсимильное издание. В проекте приняли участие сотрудники Национальной академии наук Беларуси. 6 февраля 2013 года на открытии XX Международной книжной выставки-ярмарки в Минске было презентовано факсимиле Полоцкого Евангелия, а также воспроизведенный на церковно-славянском языке текст книжного памятника и научные комментарии (2 книги-приложения). Факсимиле издано тиражом 100 экземпляров.